# 아넷 찰스
아넷 찰스(Annette Charles, 1948년 3월 5일 ~ 2011년 8월 3일)는 미국의 텔레비전 배우, 영화배우이다.
로스앤젤레스에서 태어났으며 2011년 로스앤젤레스에서 암으로 인해 사망하였다.

## 영화
- 정글의 반란 (1985년)
- 천국의 문(영어판) (1979년)
- 그리스 (1978년)
- 명탐정 바나비 존즈 (1973년)
- 119 구조대 (1972년)